# Румплер 6B
Румплер 6B је немачки ловачки хидроавион. Први лет авиона је извршен 1916. године а пројектовао га је инж. Едмунд Румплер..

## Пројектовање и развој
На захтев немачке морнарице инж. Едмунд Румплер је од двоседог извиђачког авиона (Румплер C.I) са Мерцедесовим мотором  снаге 160 KS конструисао ловачки једноседи хидроавион са пловцима Румплер 6B1. Избацивши једно седиште и извршивши реконструкцију репа авиона повечавши кормило правца и репних пераја да би надокнадио негативан утицај пловака. Наоружање се састојало од једног фиксног митраљеза уграђеног са леве стране мотора. Авион Румплер 6B1 је први пут полетео 1916. године а исте године је и почела његова производња. До краја 1917. године произведено је 39 примерака ових авиона. Већ 1917. године извршена је модификација овог авиона тако да је направљена варијанта Румплер  који је имао нешто друкчије димензије али исти мотор. Тип 6B2 је имао димензије као извиђач (Румплер C.IV): размах крила 12,66 m; површина крила 32,50m² и дужину 8,41 m. Ових авиона је произведено од октобра 1917. до јануара 1918. године, 49 примерака.

### Варијанте авиона Румплер
- Румплер  - хидроавион једносед са пловцима и мотором  снаге 160 , развијен 1916. године,
- Румплер  - хидроавион једносед са пловцима и мотором  снаге 160 , развијен 1917. године.

### Технички опис
Хидроавиони Румплер 6B су једномоторни двокрилни једноседи ловачки хидроавиони са пловцима. Авион је потпуно дрвене конструкције предњи до трупа је обложен водоотпорним шпером, а реп платном. Крила су такође дрвене конструкције пресвучена платном. Крила су четвртастог облика са закошеним крајевима. Са сваке стране крила, авион је имао по два пара упорница. Укрућивање крила се постизало унакрсно постављеним челичним ужадима са затезачима. Доња крила код овог авиона су нешто мањих димензија од горњих. Крилца за управљање авионом су се налазила и на доњим и горњим крилима, што је олакшало управљање авионом. У носу авиона је био смештен водом хлађени линијски мотор (Mercedes D III снаге 160 KS) хладњак мотора (облика половине котура) је био причвршћен на горње крило. Издувне цеви мотора су се спајале у једну цев која је издувне гасове водила изнад горњег крила. Издувна цев, хладњак и цеви за воду које су спајале мотор и хладњак, су у великој мери смањивали прегледност пилоту из кабине авиона. Вучна елиса која је покретала авион била је двокрака, направљена од дрвета фиксног корака. Кокпит пилота је био отворен и налазио су у трупу авиона иза крила. Кабина је имала мали провидни ветробран који је штитио пилота од воде при полетању и ветра при лету авиона.
Највећа брзина у хоризонталном лету је износила 153 km/h. Размах крила је био 12,05 метара а дужина 9,40 метара. Маса празног авиона је износила 790 килограма, а нормална полетна маса 1140 kg. Био је наоружан са једним синхронизованим митраљезом ЛМГ 08/15 Шпандау (LMG 08/15 Spandau) калибра 7,92 mm.

## Наоружање
| Наоружање авиона: Румплер      |      |
| Ватрено (стрељачко) наоружање  |      |
| Топ                            |      |
| Митраљез                       |      |
| Број и ознака митраљеза        | 1 () |
| Калибар                        | 7,92 |
| Бомбардерско наоружање (бомбе) |      |
| Ракетно наоружање (ракете)     |      |

## Оперативно коришћење
У току Првог светског рата авиони Румплер 6B су били лоцирани и дејствовали из хидробаза Остенд и Зеебруг против западних савезника. Као испомоћ неколико авиона су у јуну месецу 1918. упућена у Црно море у Бугарску хидробазу недалеко од Варне где им је задатак био борба против Руса. Ови авиони су у Бугарској све до 1920. године учествовали у проналажењу мина док нису уништени сходно клаузулама мировног уговора.
Такође је неколико ових авиона послато и у Јадранско море као испомоћ Аустроугарима а и за заштиту своје подморничке базе у Боки которској од све активније британско-италијанске поморске авијације.
Финска је купила један Румплер  који је уништен у несрећи а седам немачких авиона је оперисало у Финској у циљу заштите ваздушног и поморскох простора.
Један примерак овог авиона је сачуван у музеју у Финској.

### Коришћење хидроавиона Румплеру југословенском Поморском ваздухопловству
У југослованском ПВ (поморском ваздухопловству Краљевине СХС) су коришћена два авиона типа Румплер 6B2, који су остали као ратни плен иза Аустроугарске у хидробази Кумбор. Авиони су били означени ознакама Н10м и Н11м (Н-наставни; 10 и 11-редни бројеви; м-мотор Мерцедес) а били су офарбани плавом бојом са белом траком дуж средине трупа што је био обичај за означавање школских авиона. Коришћен је углавном за преобуку пилота са хидроавиона у облику чамца на хидроавионе са пловцима од 1921. до 1926. године. До 1926. они су били два од укупно три хидроавиона (један је био Фридрихсхафен FF.49) са пловцима у југословенском ПВ. На тој функцији су их заменили хидроавиони сличне концепције и конструкције Арно HD-41H који се по француској лиценци радио у домаћој фабрици Змај а касније и авионом домаће конструкције Физир Ф1М-Јупитер.

## Земље које су користиле овај авион
- Краљевина Бугарска
- Финска
- Немачка
- Аустроугарска
- Краљевина СХС